# East Millinocket (condado de Penobscot)
East Millinocket es un lugar designado por el censo ubicado en el condado de Penobscot en el estado estadounidense de Maine. En el Censo de 2010 tenía una población de 1.567 habitantes y una densidad poblacional de 632,87 personas por km².

## Geografía
East Millinocket se encuentra ubicado en las coordenadas 45°37′34″N 68°34′27″O / 45.62611, -68.57417. Según la Oficina del Censo de los Estados Unidos, East Millinocket tiene una superficie total de 2.48 km², de la cual 2.48 km² corresponden a tierra firme y (0%) 0 km² es agua.

## Demografía
Según el censo de 2010, había 1.567 personas residiendo en East Millinocket. La densidad de población era de 632,87 hab./km². De los 1.567 habitantes, East Millinocket estaba compuesto por el 97.26% blancos, el 0.26% eran afroamericanos, el 0.83% eran amerindios, el 0.13% eran asiáticos, el 0.13% eran isleños del Pacífico, el 0.51% eran de otras razas y el 0.89% pertenecían a dos o más razas. Del total de la población el 0.83% eran hispanos o latinos de cualquier raza.